# Barió
Els barions són partícules subatòmiques compostes per tres quarks, sensibles a la interacció forta i d'espín semienter. Els barions, juntament amb els mesons (formats per un quark i un antiquark), formen una família de partícules composta per quarks, els hadrons.
El terme «barió» deriva del grec βαρύς barýs ‘pesant’ i del sufix –ó, emprat habitualment per formar noms de partícules elementals (fotó, protó, electró…). Aquest nom fou encunyat el 1953 pel físic de partícules estatunidenc d'origen neerlandès Abraham Pais (1918-2000). En el moment que van ser anomenats, es pensava que aquestes partícules es caracteritzaven per tenir masses més grans que les altres.
Els barions més coneguts són els protons i els neutrons, que constitueixen la major part de la massa de la matèria visible de l'Univers, mentre que els electrons (l'altre component principal dels àtoms) són leptons. Cada barió té la seva corresponent antipartícula (l'antibarió), en què cada quark és substituït per l'antiquark corresponent. Per exemple, un protó està format per dos quarks u i un quark d, abreujat {\displaystyle uud}, mentre que la seva antipartícula corresponent, l'antiprotó, està format per dos antiquarks u i un antiquark down, abreujat {\displaystyle {\bar {u}}{\bar {u}}{\bar {d}}}. Els barions es caracteritzen per tenir un nombre bariònic B = 1, mentre que els antibarions el tenen B = –1.
Els barions són uns fermions que interaccionen fortament, és a dir, experimenten la força nuclear forta i és descrita per l'estadística de Fermi-Dirac, que és aplicable a totes les partícules que obeeixen el principi d'exclusió de Pauli. En contrast amb els bosons, que no segueixen aquest principi d'exclusió.

Taula de classificació dels barions.

Hi ha diferents tipus de barions, els més coneguts són els nucleons que són presents al nucli atòmic, per tant protons i neutrons que estan constituïts per quarks u i d ({\displaystyle uud} i {\displaystyle udd}, respectivament); les partícules delta {\displaystyle \Delta ^{-},\Delta ^{0},\Delta ^{+}} i {\displaystyle \Delta ^{++}} constituïdes pels mateixos quarks que els nucleons; els hiperons que presenten quarks s; els barions encantats que tenen un quark c, els doblement encantats, que en tenen dos; i els barions bells, que presenten el quark b. És possible que encara se'n descobreixin més ja que no se n'han observat amb el quark t.
Els hiperons foren els primers barions en descobrir-se després dels nucleons, i contenen un o més quarks estrany. Els hiperons, en ordre de massa creixent, inclouen la partícula lambda neutra {\displaystyle \Lambda ^{0}}, un triplet de partícules sigma {\displaystyle \Sigma ^{+}}, {\displaystyle \Sigma ^{0}} i {\displaystyle \Sigma ^{-}}, un doblet de partícules ksi {\displaystyle \Xi ^{0}} i {\displaystyle \Xi ^{-}} i la partícula omega menys {\displaystyle \Omega ^{-}}. Cada una de les set partícules, detectades durant el període de 1947 a 1964, té també la seva antipartícula corresponent. La descoberta de l'hiperó omega menys {\displaystyle \Omega ^{-}} es suggerí a través del «camí òctuple» de classificació dels hadrons, el grup més general de partícules subatòmiques a les quals se'ls assignen els hiperons. Els hadrons estan compostos per quarks i interactuen entre ells a través de la força forta. Els hiperons es produeixen per aquesta força en el temps que triga una partícula que viatja a gairebé la velocitat de la llum a travessar el diàmetre d'una partícula subatòmica, però la seva desintegració per la força feble triga milions i milions de vegades més. A causa d'aquest comportament, els hiperons, juntament amb els mesons K amb els quals sovint es produeixen, foren anomenats partícules estranyes. Aquest comportament s'ha atribuït a les desintegracions febles dels quarks s, també anomenats estranys, que contenen.

## Tipus de barions

### Protó i neutró

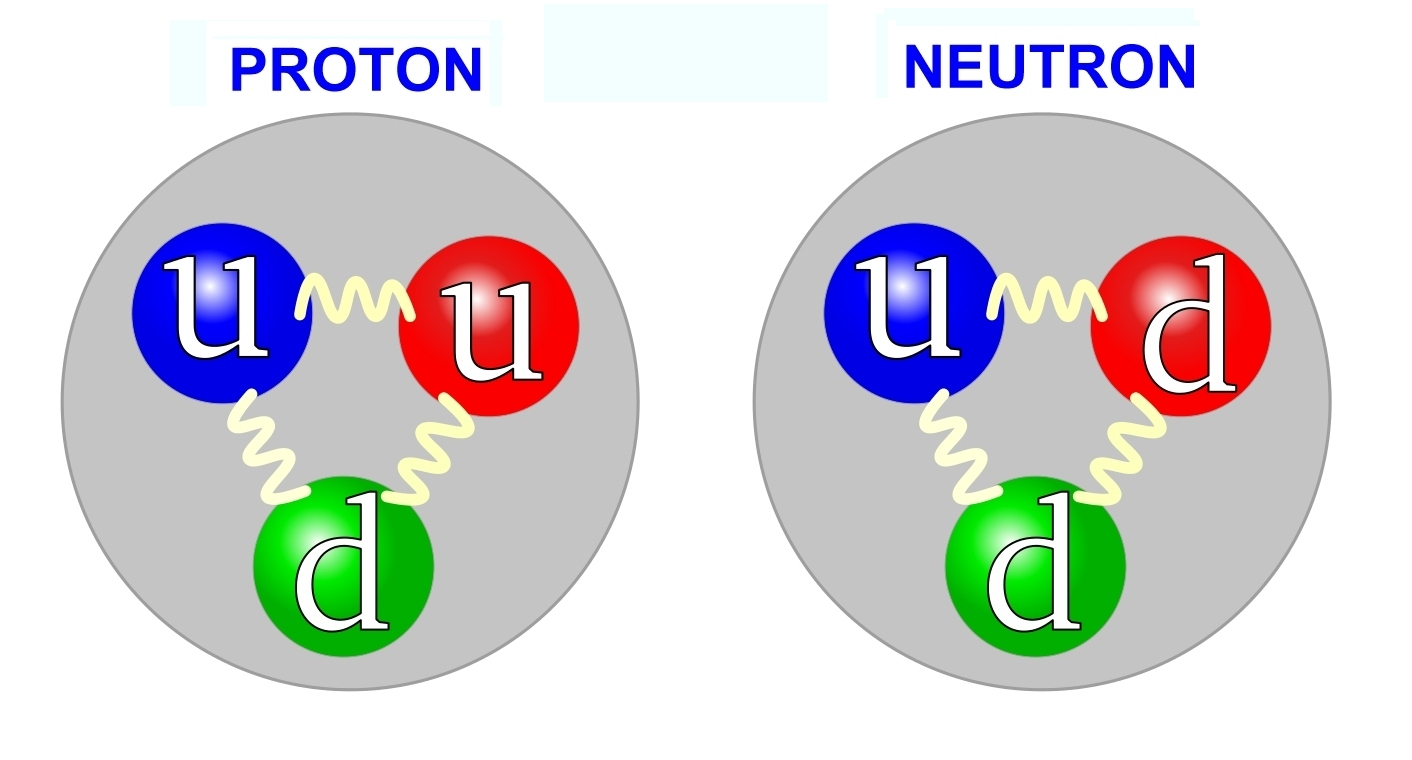
Estructures del protó i del neutró.

Juntament amb els neutrons, els protons formen el nucli atòmic, unit per la força forta. El protó és un barió i es considera compost per dos quarks up i un quark down, {\displaystyle uud}. Té una massa de 938,3 MeV/c². Durant molt de temps s'ha considerat que és una partícula estable, però els desenvolupaments recents dels models de gran unificació han suggerit que pot decaure amb una semivida d'aproximadament 10³² anys. La desintegració del protó violaria la conservació del nombre bariònic, i en fer-ho seria l'únic procés conegut a la naturalesa que ho fa.
El neutró és un barió i es considera compost per un quark up i dos quarks down, {\displaystyle udd}. Un neutró lliure decau amb una semivida d'aproximadament 10,3 minuts, però és estable si està combinat en un nucli. La desintegració del neutró implica la interacció feble. Aquest fet és important en els models de l'Univers primerenc. El neutró és aproximadament un 0,2 % més massiu que un protó, el que es tradueix en una diferència d'energia d'1,29 MeV. La desintegració del neutró està associada a una transformació dels quarks en què un quark down es converteix en un quark up mitjançant la interacció feble. La vida mitjana és sorprenentment llarga per a una desintegració de partícules que produeix 1,29 MeV d'energia. Es podria dir que aquesta desintegració és «pendent avall» en termes d'energia i es podria esperar que procedeixi ràpidament. És possible que un protó es transformi en un neutró, però cal subministrar 1,29 MeV d'energia per assolir el llindar d'aquesta transformació. En les primeres etapes del big-bang, quan l'energia tèrmica era molt més gran que 1,29 MeV, se suposa que la transformació entre protons i neutrons es produïa lliurement en ambdues direccions, de manera que hi havia una població essencialment igual de protons i neutrons.

### Barions Lambda Λ

Estructura del barió.

El 1947, durant l'estudi de les interaccions dels raigs còsmics, es descobrí que un producte de la col·lisió d'un protó amb un nucli tenia una vida de 0,26 ns, molt més llarga de l'esperada, de l'ordre dels 10–23 s. Aquesta partícula fou nomenada partícula lambda i simbolitzada com {\displaystyle \Lambda ^{0}} i la propietat que la feia viure tant de temps l'anomenaren «estranyesa», un terme que quedà com el nom d'un dels quarks dels quals la partícula lambda està constituïda. La partícula lambda és un barió format per un quark up, un down i un d'estrany, {\displaystyle uds}. La seva massa és 1 115,6 MeV/c², el seu espín ½ i l'estranyesa –1.
L'esperava vida de 10–23 s es deu al fet que, com a barió, participa en la interacció nuclear forta, la qual cosa sol produir vides molt curtes. La llarga vida observada ajudà a desenvolupar una nova llei de conservació per a aquests decaïments anomenada «conservació de l'estranyesa». La presència d'un quark estrany en una partícula es denota amb un nombre quàntic S = –1. El decaïment de partícules mitjançant les interaccions fortes o electromagnètiques conserva el nombre quàntic d'estranyesa. El procés de decaïment de la partícula lambda ha de violar aquesta regla, ja que no existeix cap partícula més lleugera que contingui un quark estrany, de manera que el quark estrany ha de transformar-se en un altre quark durant el procés. Això només es pot esdevenir per mitjà de la interacció feble, la qual cosa provoca una vida molt més llarga. Els processos de decaïment demostren que l'estranyesa no es conserva, per exemple:
{\displaystyle \Lambda ^{0}\longrightarrow p+\pi ^{-},\quad uds\longrightarrow uud+{\bar {u}}d}
També existeixen la partícula lambda {\displaystyle \Lambda _{c}^{+}}, que conté el quark encant {\displaystyle udc}. Té una massa de 2 281 MeV/c², un espín d'½ i un temps de vida mitjana de 2 × 10–13 s i estranyesa de 0, i el barió {\displaystyle \Lambda _{b}^{+}} amb el quark baix {\displaystyle udb}, que té una massa de 5 620 MeV/c².

### Barions Sigma Σ

Gràfic on s'organitzen els hiperons i els barions delta (a l'eix vertical hi ha l'estranyesa i a l'horitzontal la projecció de l'isoespín).

Hi ha tres barions sigma, {\displaystyle \Sigma ^{+}}, {\displaystyle \Sigma ^{0}} i {\displaystyle \Sigma ^{-}}, caracteritzats per tenir un quark estrany ({\displaystyle uus,uds,dds}), per tant, amb estranyesa –1. Les tres variants tenen masses similars (1 189,4; 1 192,5 i 1 197,3 MeV/c²) i espín ½, i es diu que formen un triplet d'isoespín. L'únic barió amb un quark estrany que és menys massiu que els sigma és el barió lambda neutre {\displaystyle \Lambda ^{0}} (1 115,6 MeV/c²). El sigma neutre {\displaystyle \Sigma ^{0}} té un temps de vida de 6 × 10–20 s, i pot decau en el barió lambda neutre sense violar la conservació de l'estranyesa, de manera que es produeix ràpidament per la interacció electromagnètica:
{\displaystyle \Sigma ^{0}\longrightarrow \Lambda ^{0}+\gamma }
El sigma neutre {\displaystyle \Sigma ^{0}} i el lambda neutre {\displaystyle \Lambda ^{0}} estan composts pels mateixos quarks {\displaystyle uds}, de manera que el sigma neutre es pot considerar com un estat excitat electromagnètic del lambda neutre. Els sigmes carregats {\displaystyle \Sigma ^{+}} i {\displaystyle \Sigma ^{-}} no tenen una via de decaïment que no impliqui la transmutació del quark estrany, de manera que els seus decaïments són molt més lents (0,08 ns i 0,15 ns, respectivament), procedint només per mitjà de la interacció feble donant lloc a protons, neutrons i pions. Els modes de decaïment són:
{\displaystyle \Sigma ^{+}\longrightarrow p+\pi ^{0},\quad \Sigma ^{+}\longrightarrow n+\pi ^{+},\quad \Sigma ^{-}\longrightarrow n+\pi ^{-}}
Amb el quark encant, en lloc de l'estrany, s'han observat les partícules {\displaystyle \Sigma _{c}^{+}}, {\displaystyle \Sigma _{c}^{0}} i {\displaystyle \Sigma _{c}^{-}} formades pels quarks {\displaystyle uuc,udc,ddc} respectivament i amb masses al voltant dels 2 453 MeV/c². També amb el quark bellesa s'han descobert els barions {\displaystyle \Sigma _{b}^{+}}, {\displaystyle \Sigma _{b}^{0}} i {\displaystyle \Sigma _{c}^{-}}amb masses al voltant dels 5 812 MeV/c². Els barions {\displaystyle \Sigma _{t}^{+}}, {\displaystyle \Sigma _{t}^{0}} i {\displaystyle \Sigma _{t}^{-}}, amb el quak veritat, encara no han estat observats.

### Barions Delta Δ
El barion delta són barions que només contenen quarks d'up i down. N'hi ha quatre: {\displaystyle \Delta ^{-},\Delta ^{0},\Delta ^{+}} i {\displaystyle \Delta ^{++}}, la qual composició és {\displaystyle ddd,udd,uud} i {\displaystyle uuu}. Tenen masses iguals, 1 232 MeV/c², espín 3/2, projecció de l'isoespín -3/2, -1/2, 1/2 i 3/2, estranyesa 0 i un temps de vida de 0,56 × 10–23 s. El {\displaystyle \Delta ^{+}} i el {\displaystyle \Delta ^{0}} tenen la mateixa composició de quarks que el protó i el neutró, respectivament, i decauen ràpidament per la interacció forta en un protó, un neutró i un pió {\displaystyle \pi ^{0}}. Si una partícula té aquesta via de decaïment disponible, decau molt ràpidament, a l'ordre de 10–23 segons. Un altre exemple és el decaïment:
{\displaystyle \Delta ^{0}\longrightarrow p^{+}+\pi ^{-},\quad udd\longrightarrow uud+{\bar {u}}d}
Cal observar que el barió {\displaystyle \Delta ^{0}} conté els mateixos quarks que el neutró, però la seva massa és molt més gran. La seva massa és suficient perquè aquest decaïment sigui energèticament favorable.

### El barions Ksi Ξ
El barió ksi o barió «cascada» s'observà en la mateixa reacció en la qual es descobrí del barió {\displaystyle \Omega ^{-}}a Brookhaven el 1964. Hi ha el barió {\displaystyle \Xi ^{0}} i el {\displaystyle \Xi ^{-}}, que contenen dos quarks estranys ({\displaystyle uss,dss}). Tenen, per tant, estranyesa –2. Les seves masses són 1 315 MeV/c² i 1 321 MeV/c², el seu espín val 1/2 i els temps de vida són, respectivament, 0,29 ns i 0,164 ns. El ksi neutre decau en un barió lambda neutre i dos fotons:

Estructura del barió omega.

{\displaystyle \Xi ^{0}\longrightarrow \Lambda ^{0}+2\gamma }

### El barions Omega Ω
El barió {\displaystyle \Omega ^{-}}, és un barió compost per tres quarks estranys, {\displaystyle sss} (estranyesa –3), espín 3/2, massa 1 672 MeV/c² i temps de vida 0,082 ns. És l'exemple clàssic de la necessitat de la propietat anomenada «color» per descriure les partícules. Ja que els quarks són fermions amb un espín d'1/2, han de complir el principi d'exclusió de Pauli i no poden existir en estats idèntics. Així, amb tres quarks estranys, la propietat que els distingeix ha de ser capaç d'assumir almenys tres valors diferents.
El descobriment del barió omega fou un gran èxit per al model de quarks dels barions, ja que se cercà i trobà únicament després que la seva existència, massa i modes de decaïment fossin predits pel model de quarks. Es descobrí a Brookhaven el 1964.
També han estat observats els barions {\displaystyle \Omega _{c}^{0}} i {\displaystyle \Omega _{b}^{-}}, formats pels quaks {\displaystyle ssc} i {\displaystyle ssb} i masses 2 697,5 MeV/c² i 6 054,4 MeV/c², respectivament.